# Harlingen (municipio)
Harlingen (en frisón, Harns) es un municipio de la provincia de Frisia en los Países Bajos. En 2012 tenía una población de 15.868 habitantes ocupando una superficie de 387,67 km², de los que 362,64 km² corresponden a la superficie ocupada por el agua por solo 25,3 km² emergidos, con una densidad de 634 h/km².  Limita con los municipios de Franekeradeel y Súdwest-Fryslân.
El municipio cuenta con solo tres núcleos de población. Sus nombres oficiales son los holandeses. El mayor de ellos y sede del ayuntamiento, con 14.450 habitantes, es Harlingen, una de las once ciudades tradicionales de Frisia, tras recibir los derechos de ciudad en 1234. En 1645 se estableció aquí el almirantazgo de Frisia.

## Galería

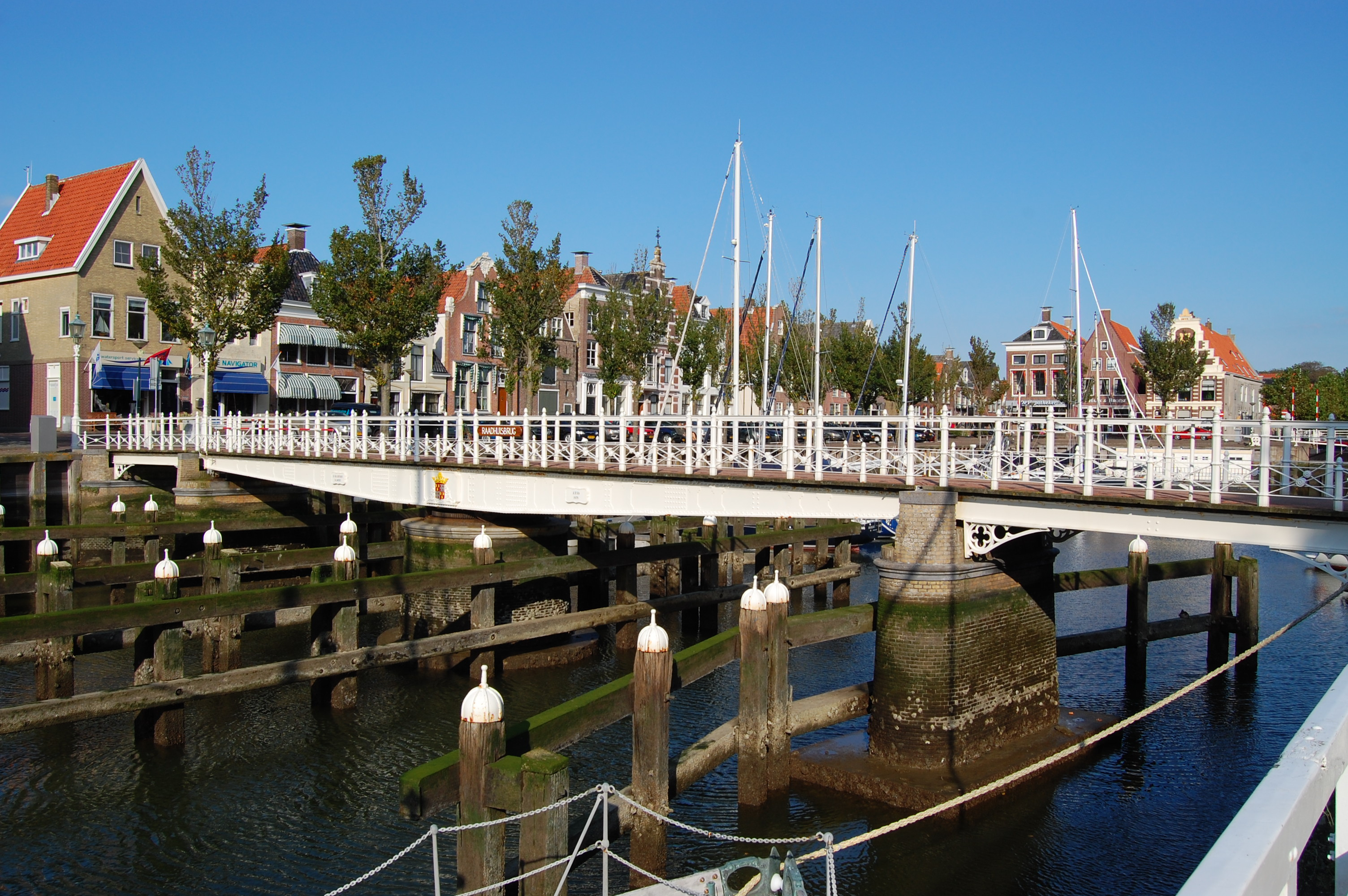
Harlingen, Puente del Ayuntamiento.
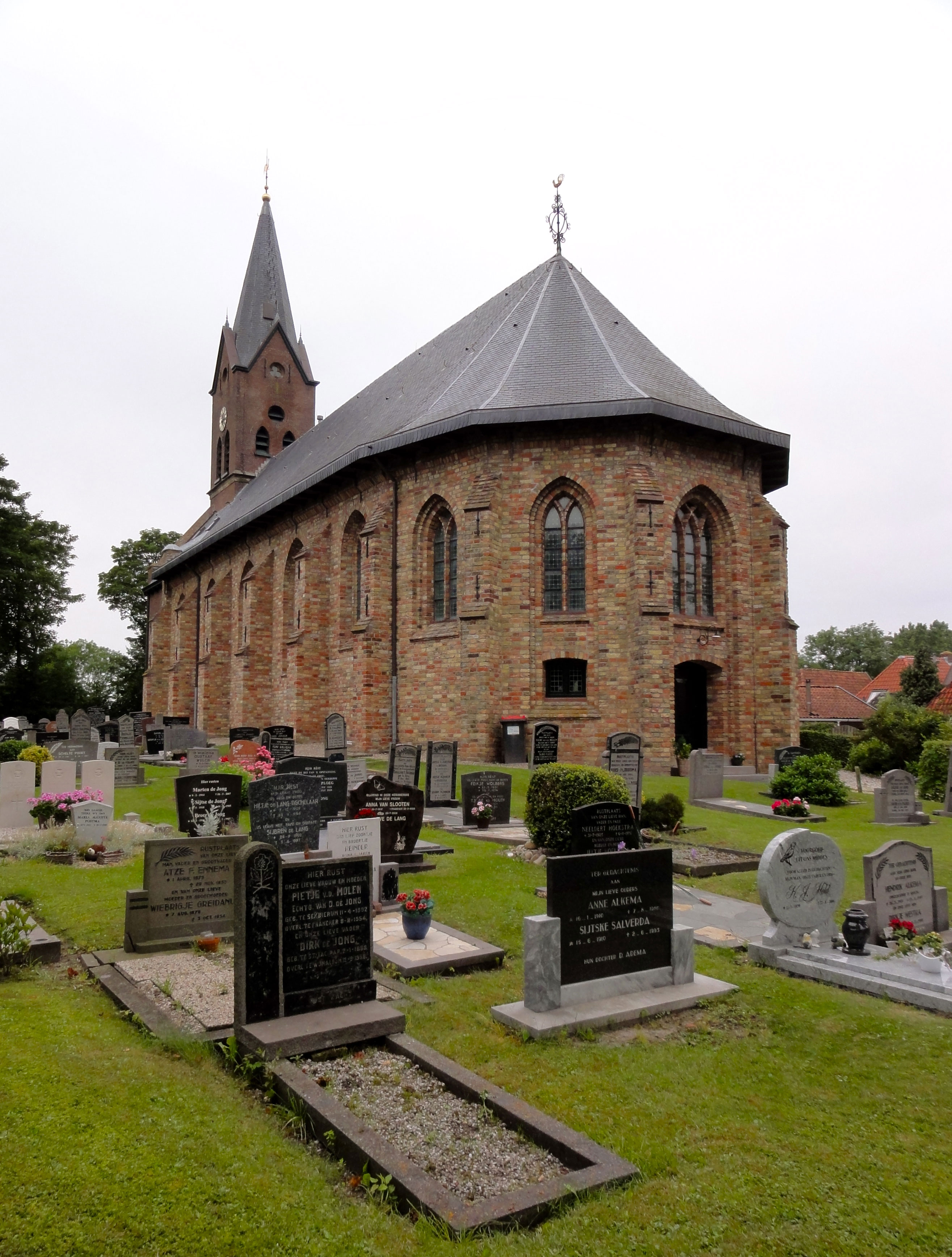
Wijnaldum, iglesia de San Andrés, siglo XV.
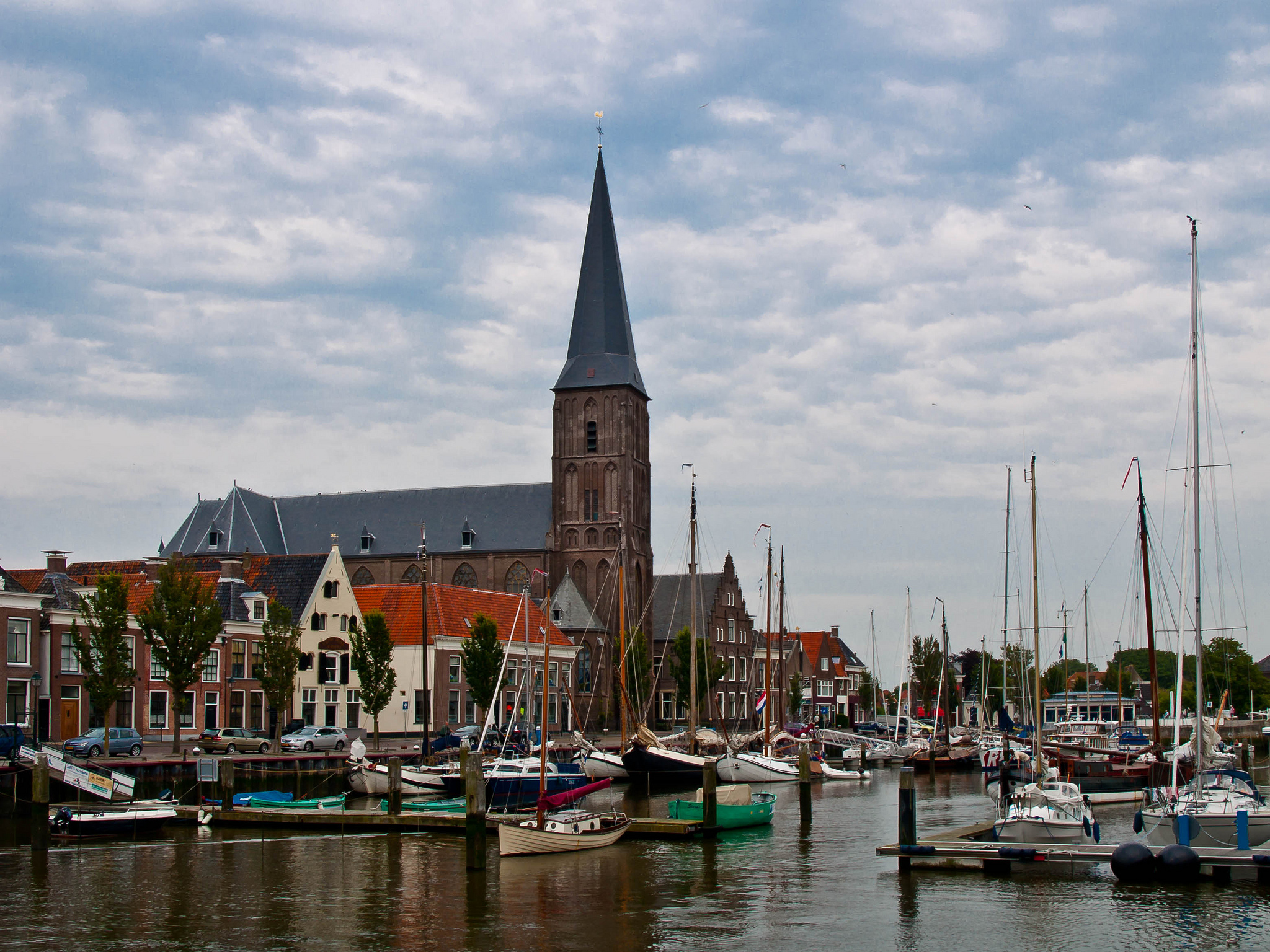
Harlingen, Sint Michaëlkerk.
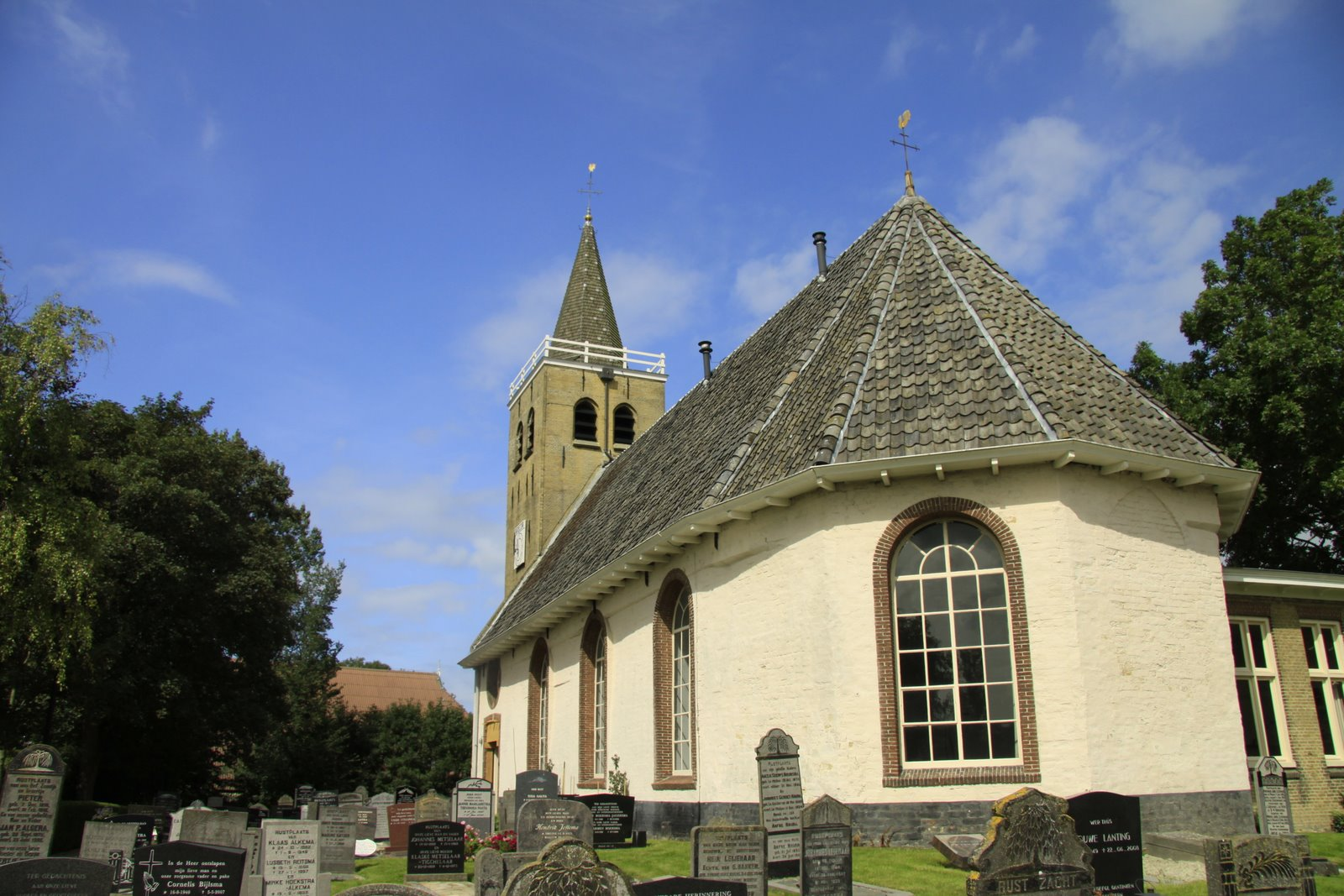
Midlum, iglesia de San Nicolás, siglo XIII.